# يوهانا من بفيرت
يوهانا من بفيرت (الألمانية:Johanna von Pfirt؛ الفرنسية:Jeanne de Ferrette؛ حوالي.1300 - 15 نوفمبر 1351)؛ هي دوقة النمسا وستيريا من خلال زواجها من ألبرخت الحكيم.

## سيرتها
ولدت يوهانا في بازل بحيث أنها ابنة الكبرى لـ أولريخ الثالث من بفيرت ويوهانا من بورغندي سليلة أسرة إيفريا.
مع وفاة جدها لأمها رينالد آخر كونت مونتبليار من سلالة شالون-أرلي في عام 1321، ورثت عنه والدتها أملاكه، وبما أن لم يكن لوالديها أبناء ذكور أصبحت هي الوريثة لهذه الأملاك الشائعة بجوار شقيقتها الصغرى أورسولا، ومع وفاة والدها في 1324 أصبحت كونتيسة بفيرت وامتلك عقارات الهامة والشائعة.
كان دوق هابسبورغ ليوبولد الأول من النمسا يدير أملاك أسرته في شوابيا منذ 1308، بينما شقيقه الأكبر فريدرخ كان يطمح في اللقب الملكي وكان على صراع مستمر مع منافسه فيتلسباخ لودفيغ الرابع، وعندما عرف ليوبولد أن الوريثة يوهانا ما زالت غير متزوجة، طالب شقيقه الأصغر ألبرخت بتقدم لها من والدتها، تنازلت يوهانا عن بعض عقاراتها لأسرة هابسبورغ، وبذلك تمكنت الأسرة من زيادة أملاكها في شوابيا، بعد توقيع المعاهدة بين والدتها والدوق ليوبولد في 17 مارس في ثان، والدتها تزوجت من رودولف هيسو مارغريف بادن-بادن لاحقاً، ومع ذلك كان لديه ابنتين.
تم وصفها بأنه حكيمة ومُتعقلة، وأيضا قيل أنها كانت سياسية بارعة وذكية، في 1336 استطعت التوسط في حل الصراع بين آل هابسبورغ وآل لوكسمبورغ حول ميراث هاينرخ دوق كارينثيا، وبذلك استطعت أسرة هابسبورغ الحصول على ممتلكات إضافية وصولاً للبحر الأدرياتيكي، وأيضا من خلالها اكتسبت العائلة المزيد من أراضي لأنها كانت الوريثة للعديد من العقارات، فعلى الرغم من وجود السلام كان يمكن أن تندلع حروب بسبب ذلك إذ عادت إلى ألبرخت وهابسبورغ، التي أصبحت تنمو شيئاً فشيئاً حتى غدت واحدة من أقوى الأسر الملكية في أوروبا، وبعد أن تمكنت لهم كارينثيا وكارنيولا وفيندك لم يعد بحاجة إلى حلفاء بعد الآن.

## الزواج والذرية
تزوجت يوهانا من ألبرخت الثاني في فيينا في 26 مارس 1324، في البداية كان الزواج سعيد، على الرغم من اعتبارها في سن الإنجاب مناسبة، بحيث كان لديهم 5 أطفال توفوا صغاراً في سن مبكرة من الزواج.
في 1330 أصبح زوجها رسمياً دوق النمسا وستيريا بعد وفاة أشقائه الكبار، ومع ذلك في نفس الوقت أُصيب بالتهاب المفاصل الروماتويدي الذي أصاب ساقه بالشلل، وأيضا شل قدرته في إنجاب، ومن أجل المساعدة الإلهية ذهب الدوق في رحلة إلى كولونيا وآخن في 1337، وبعد عامين فقط استطاع إنجاب أول أبنائه الذين استمروا حتى سن البلوغ بعد خمسة عشر سنة من الزواج.
في المجمل أنجبت يوهانا ستة أبناء الآخرون:-
1. رودولف الرابع دوق النمسا (1 نوفمبر 1339 - 27 يوليو 1365)؛ تزوج مرتين، لكنه ليس لديه أبناء من كلتهما.
2. كاثرينا (1342 - 10 يناير 1381)؛ راهبة.
3. مارغريت (1346 - 14 يناير 1366)؛ تزوجت مرتين، ومع ذلك ليس لديها أبناء من كليهما.
4. فريدرخ الثالث دوق النمسا (1347 - 1362)؛ توفي غير متزوج.
5. ألبرخت الثالث دوق النمسا (9 سبتمبر 1349 - 29 أغسطس 1395)؛ تزوج مرتين، لديه ذرية من زوجته الثانية.
6. ليوبولد الثالث دوق النمسا (1 نوفمبر 1351 - 9 يوليو 1386)؛ له ذرية.

بعد ولادة ابنها الأخير توفيت يوهانا بعده بأسبوعين فقط في 15 نوفمبر 1351، عن عمر يناهز الواحد والخمسون عاماً، زوجها تبعها بعد أقل من سبعة سنوات ليدفن بجوارها في الدير قام هو بتأسيسه في غامينغ، وأيضا في 1373 تم دفن كنتها إليزابيث زوجة ألبرخت الأولى معهم.